# Eilema atrifrons
Eilema atrifrons är en fjärilsart som beskrevs av George Francis Hampson 1907. Eilema atrifrons ingår i släktet Eilema och familjen björnspinnare. Inga underarter finns listade i Catalogue of Life.